# Лаплатська війна
Війна проти Орібе і Росаса — війна у басейні річки Ла-Плата у 1851—1852 роках між певними фракціями Аргентини та Уругваю під керівництвом Мануеля Орібе та Хуана Мануеля де Росаса, що намагалися об'єднати ці країни, з одного боку, та Бразильською імперією, аргентинськими і уругвайськими силами, при підтримці Великої Британії і Франції, з іншого.